# Chris Rumble
Chris Rumble (* 16. April 1990 in Chesapeake, Virginia) ist ein ehemaliger US-amerikanisch-kanadischer Eishockeyspieler, der unter anderem bei den Fischtown Pinguins Bremerhaven und den Iserlohn Roosters in der Deutschen Eishockey Liga (DEL) aktiv war und dort auf der Position des Verteidigers spielte.

## Karriere
Rumble spielte, bevor er zum Profi wurde, drei Jahre lang auf dem Canisius College, ehe er in die ECHL zu den Evansville IceMen wechselte. Von dort aus wagte er den ersten großen Schritt in seiner Karriere und ging für eine Saison in die American Hockey League (AHL) zu den Binghamton Senators, 2017 ging er nach Deutschland zu den Fischtown Pinguins Bremerhaven. In der Saison 2019/20 war er Teil des Kaders der Iserlohn Roosters. Nach nur einer Saison verließ er das Sauerland wieder und wechselte nach Norwegen zu den Stavanger Oilers. Bereits eine Saison später wechselte Chris Rumble für eine Spielzeit in die ICE Hockey League zu den Black Wings Linz. Anschließend beendete er seine Karriere.

## Erfolge und Auszeichnungen
- 2013 Meisterschaft der Atlantic Hockey Association (AHA) mit dem Canisius College
- 2015 AHA First All-Star Team

## Karrierestatistik
(Legende zur Spielerstatistik: Sp oder GP = absolvierte Spiele; T oder G = erzielte Tore; V oder A = erzielte Assists; Pkt oder Pts = erzielte Scorerpunkte; SM oder PIM = erhaltene Strafminuten; +/− = Plus/Minus-Bilanz; PP = erzielte Überzahltore; SH = erzielte Unterzahltore; GW = erzielte Siegtore; 1 Play-downs/Relegation; Kursiv: Statistik nicht vollständig)

## Persönliches
Sein Vater Darren Rumble war ebenfalls Eishockeyspieler, der knapp 200 Spiele in der National Hockey League absolvierte.
Im Alter von 21 Jahren wurde bei Chris Rumble die Krankheit Leukämie diagnostiziert. Während seiner Zeit im Seattle Childrens Hospital drehte der US-amerikanisch-kanadische Eishockeyspieler ein Musikvideo mit den erkrankten Kindern. Nach etwa vier Chemotherapien konnte er den Blutkrebs besiegen und wieder Eishockey spielen.